# Großer Preis von Südafrika 1993
Der Große Preis von Südafrika 1993 (offiziell Panasonic South African Grand Prix) fand am 14. März auf dem Kyalami Grand Prix Circuit in Midrand statt und war das erste Rennen der Formel-1-Weltmeisterschaft 1993.

## Berichte

### Hintergrund
Sowohl der amtierende Weltmeister Nigel Mansell als auch sein Teamkollege des Vorjahres, der amtierende Vizeweltmeister Riccardo Patrese, verließen das Williams-Team. Mansell hatte bereits während der Saison 1992 seinen Ausstieg aus der Formel 1 angekündigt und einen Vertrag beim Team Newman/Haas Racing in der US-amerikanischen Indy Car World Series unterschrieben. Patrese wechselte zu Benetton und wurde somit neuer Teamkollege von Michael Schumacher. Während seines Pausenjahres hatte Alain Prost einen Vertrag mit Williams für die Saison 1993 ausgehandelt, in dem Ayrton Senna explizit als Teamkollege ausgeschlossen wurde. Das Team engagierte daraufhin Damon Hill, der 1992 als Testfahrer für Williams tätig gewesen war, als zweiten Piloten neben Prost. Da die Startnummer 1 traditionell dem amtierenden Weltmeister zustand, dieser jedoch im Jahr 1993 aufgrund von Mansells Weggang nicht in der Formel 1 vertreten war, wurde Hill die Nummer 0 zugeteilt. Senna, der ebenfalls Interesse geäußert hatte, zu Williams zu wechseln, dies jedoch aufgrund der von Prost bestimmten Vertragsklausel nicht konnte, blieb nur widerwillig bei McLaren. Er unterschrieb keinen Jahresvertrag, da er nach dem Formel-1-Ausstieg von Honda und dem dadurch notwendigen Wechsel zum Motorenlieferanten Ford-Cosworth die Konkurrenzfähigkeit des Teams infrage stellte. Der Debütant Michael Andretti wurde als Stammfahrer unter Vertrag genommen. Das zweite Cockpit wurde für den Fall, dass Ayrton Senna das Team verließe, Mika Häkkinen angeboten. Senna unterschrieb jedoch kurz vor Saisonbeginn einen Vertrag über seine Teilnahme am ersten Rennen und wollte sich fortan jeweils kurzfristig für oder gegen weitere Einsätze entscheiden.
Gerhard Berger kehrte zur Scuderia Ferrari zurück und wurde somit Teamkollege von Jean Alesi. Martin Brundle und Mark Blundell bildeten die neue Fahrerpaarung bei Ligier. Häkkinens ehemaliger Platz im Team Lotus an der Seite von Johnny Herbert wurde mit Alessandro Zanardi besetzt. Tyrrell verlängerte den Vertrag mit Andrea de Cesaris, ersetzte jedoch Olivier Grouillard durch Ukyō Katayama. Zudem wurde ein Motorenkontingent von Yamaha übernommen, das durch den Wechsel von Jordan zu Hart freigeworden war. Ivan Capelli ging neben dem Debütanten Rubens Barrichello für Jordan an den Start. Für Capelli sollte es der letzte Grand-Prix werden. Derek Warwick kehrte in die Formel 1 zurück und wurde neuer Teamkollege von Aguri Suzuki bei Footwork. Minardi trat weiterhin mit Christian Fittipaldi an, Fabrizio Barbazza wurde als zweiter Fahrer engagiert.
Das finanziell angeschlagene Team March nahm die Piloten Jan Lammers und Jean-Marc Gounon unter Vertrag, die beide zum Saisonauftakt nach Südafrika reisten. Wegen ausstehender Zahlungen wurden jedoch keine Motoren geliefert. Dies bedeutete das Ende des Traditionsteams, das seit 1970 mit wenigen Unterbrechungen in der Formel-1-Weltmeisterschaft vertreten war. Die für die beiden Fahrzeuge vorgesehenen Startnummern 17 und 18 wurden daraufhin in der Saison 1993 nicht vergeben. Michele Alboreto und der Neuling Luca Badoer gingen für BMS an den Start. Das Team, das seine Rennfahrzeuge nicht selbst konstruierte, wechselte von Dallara zu Lola-Chassis. Das Lola-Kundenteam der Jahre 1987 bis 1991, Larrousse, meldete hingegen eine Weiterentwicklung des von Robin Herd konstruierten Venturi-Vorjahreschassis unter eigenem Namen und nahm die Piloten Érik Comas und Philippe Alliot unter Vertrag.
Mit Unterstützung von Mercedes-Benz gelangte Sauber als einziges neues Team in die Formel 1. Die Fahrerpaarung bildeten JJ Lehto und Karl Wendlinger.
Der Große Preis von Südafrika wurde letztmals ausgetragen.
Mit Mansell (zweimal), Patrese und Prost (jeweils einmal) traten drei ehemalige Sieger zu diesem Grand Prix an.

### Qualifying
Prost sicherte sich die Pole-Position vor Senna, Schumacher, Hill, Alesi, JJ Lehto, Patrese und Blundell.

### Rennen
Begünstigt durch einen schlechten Start Prosts übernahm Senna zunächst die Führung. Hill zog am Start ebenfalls an Prost vorbei, drehte sich jedoch in der ersten Kurve und fiel dadurch auf den zwölften Rang zurück. Schumacher überholte Prost ebenfalls, woraufhin dieser 13 Umläufe benötigte, um wieder an dem Deutschen vorbei auf den zweiten Rang zu gelangen. Weitere zwölf Runden später übernahm er die Führung von Senna und verschaffte sich fortan einen großen Vorsprung.
Schumacher schied in Runde 40 nach einem missglückten Überholversuch gegen Senna aus. Patrese, der dadurch auf den dritten Rang gelangte, drehte sich sechs Runden später ebenfalls ins Aus. Trotz eines kurzen, starken Regenschauers gegen Ende des Rennens kam es an der Spitze zu keinen weiteren Positionsverschiebungen, sodass  Prost vor Senna und Blundell siegte. Fittipaldi, JJ Lehto mit zwei Runden Rückstand und Berger, der ausfiel, erreichten die Plätze vier bis sechs.
In der Fahrerwertung entsprach die Rangliste dem Rennergebnis, in der Konstrukteurswertung führte Williams-Renault vor McLaren-Ford und Ligier-Renault.

## Meldeliste
| Team                        | Nr. | Fahrer               | Chassis        | Motor                        | Reifen |
| --------------------------- | --- | -------------------- | -------------- | ---------------------------- | ------ |
| Canon Williams Team         | 0   | Damon Hill           | Williams FW15C | Renault RS5 3.5 V10          | G      |
| Canon Williams Team         | 02  | Alain Prost          | Williams FW15C | Renault RS5 3.5 V10          | G      |
| Tyrrell Racing Organisation | 03  | Ukyō Katayama        | Tyrrell 020C   | Yamaha OX10A 3.5 V10         | G      |
| Tyrrell Racing Organisation | 04  | Andrea de Cesaris    | Tyrrell 020C   | Yamaha OX10A 3.5 V10         | G      |
| Camel Benetton Ford         | 05  | Michael Schumacher   | Benetton B193  | Ford Cosworth HB 3.5 V8      | G      |
| Camel Benetton Ford         | 06  | Riccardo Patrese     | Benetton B193  | Ford Cosworth HB 3.5 V8      | G      |
| Marlboro McLaren            | 07  | Michael Andretti     | McLaren MP4/8  | Ford Cosworth HB 3.5 V8      | G      |
| Marlboro McLaren            | 08  | Ayrton Senna         | McLaren MP4/8  | Ford Cosworth HB 3.5 V8      | G      |
| Footwork Mugen Honda        | 09  | Derek Warwick        | Footwork FA13B | Mugen-Honda MF-351HB 3.5 V10 | G      |
| Footwork Mugen Honda        | 10  | Aguri Suzuki         | Footwork FA13B | Mugen-Honda MF-351HB 3.5 V10 | G      |
| Team Lotus                  | 11  | Alessandro Zanardi   | Lotus 107B     | Ford Cosworth HB 3.5 V8      | G      |
| Team Lotus                  | 12  | Johnny Herbert       | Lotus 107B     | Ford Cosworth HB 3.5 V8      | G      |
| Sasol Jordan                | 14  | Rubens Barrichello   | Jordan 193     | Hart 1035 3.5 V10            | G      |
| Sasol Jordan                | 15  | Ivan Capelli         | Jordan 193     | Hart 1035 3.5 V10            | G      |
| Larrousse F1                | 19  | Philippe Alliot      | Larrousse LH93 | Lamborghini 3512 3.5 V12     | G      |
| Larrousse F1                | 20  | Érik Comas           | Larrousse LH93 | Lamborghini 3512 3.5 V12     | G      |
| Lola BMS Scuderia Italia    | 21  | Michele Alboreto     | Lola T93/30    | Ferrari 040 3.5 V12          | G      |
| Lola BMS Scuderia Italia    | 22  | Luca Badoer          | Lola T93/30    | Ferrari 040 3.5 V12          | G      |
| Minardi Team                | 23  | Christian Fittipaldi | Minardi M193   | Ford Cosworth HB 3.5 V8      | G      |
| Minardi Team                | 24  | Fabrizio Barbazza    | Minardi M193   | Ford Cosworth HB 3.5 V8      | G      |
| Ligier Gitanes Blondes      | 25  | Martin Brundle       | Ligier JS39    | Renault RS5 3.5 V10          | G      |
| Ligier Gitanes Blondes      | 26  | Mark Blundell        | Ligier JS39    | Renault RS5 3.5 V10          | G      |
| Scuderia Ferrari            | 27  | Jean Alesi           | Ferrari F93A   | Ferrari 041 3.5 V12          | G      |
| Scuderia Ferrari            | 28  | Gerhard Berger       | Ferrari F93A   | Ferrari 041 3.5 V12          | G      |
| Lighthouse Sauber           | 29  | Karl Wendlinger      | Sauber C12     | Sauber 2175 3.5 V10          | G      |
| Lighthouse Sauber           | 30  | JJ Lehto             | Sauber C12     | Sauber 2175 3.5 V10          | G      |

## Klassifikationen

### Qualifying
| Pos. | Fahrer               | Konstrukteur          | 1. Qualifikationstraining | 1. Qualifikationstraining | 2. Qualifikationstraining | 2. Qualifikationstraining | Start |
| Pos. | Fahrer               | Konstrukteur          | Zeit                      | Ø-Geschwindigkeit         | Zeit                      | Ø-Geschwindigkeit         | Start |
| ---- | -------------------- | --------------------- | ------------------------- | ------------------------- | ------------------------- | ------------------------- | ----- |
| 01   | Alain Prost          | Williams-Renault      | 1:16,804                  | 199,724 km/h              | 1:15,696                  | 202,647 km/h              | 01    |
| 02   | Ayrton Senna         | McLaren-Ford          | 1:17,152                  | 198,823 km/h              | 1:15,784                  | 202,412 km/h              | 02    |
| 03   | Michael Schumacher   | Benetton-Ford         | 1:17,507                  | 197,912 km/h              | 1:17,261                  | 198,543 km/h              | 03    |
| 04   | Damon Hill           | Williams-Renault      | 1:17,732                  | 197,340 km/h              | 1:17,592                  | 197,696 km/h              | 04    |
| 05   | Jean Alesi           | Ferrari               | 1:18,775                  | 194,727 km/h              | 1:18,234                  | 196,073 km/h              | 05    |
| 06   | JJ Lehto             | Sauber                | 1:19,120                  | 193,878 km/h              | 1:18,664                  | 195,002 km/h              | 06    |
| 07   | Riccardo Patrese     | Benetton-Ford         | 1:19,341                  | 193,338 km/h              | 1:18,675                  | 194,974 km/h              | 07    |
| 08   | Mark Blundell        | Ligier-Renault        | 1:19,688                  | 192,496 km/h              | 1:18,687                  | 194,945 km/h              | 08    |
| 09   | Michael Andretti     | McLaren-Ford          | 1:18,903                  | 194,411 km/h              | 1:18,786                  | 194,700 km/h              | 09    |
| 10   | Karl Wendlinger      | Sauber                | 1:20,365                  | 190,874 km/h              | 1:18,950                  | 194,295 km/h              | 10    |
| 11   | Philippe Alliot      | Larrousse-Lamborghini | 1:19,350                  | 193,316 km/h              | 1:19,034                  | 194,089 km/h              | 11    |
| 12   | Martin Brundle       | Ligier-Renault        | 1:19,138                  | 193,834 km/h              | 1:19,457                  | 193,055 km/h              | 12    |
| 13   | Christian Fittipaldi | Minardi-Ford          | 1:19,825                  | 192,165 km/h              | 1:19,285                  | 193,474 km/h              | 13    |
| 14   | Rubens Barrichello   | Jordan-Hart           | 1:20,118                  | 191,463 km/h              | 1:19,305                  | 193,425 km/h              | 14    |
| 15   | Gerhard Berger       | Ferrari               | 1:20,066                  | 191,587 km/h              | 1:19,386                  | 193,228 km/h              | 15    |
| 16   | Alessandro Zanardi   | Lotus-Ford            | 1:20,150                  | 191,386 km/h              | 1:19,396                  | 193,204 km/h              | 16    |
| 17   | Johnny Herbert       | Lotus-Ford            | 1:20,009                  | 191,723 km/h              | 1:19,498                  | 192,956 km/h              | 17    |
| 18   | Ivan Capelli         | Jordan-Hart           | 1:20,841                  | 189,750 km/h              | 1:19,759                  | 192,324 km/h              | 18    |
| 19   | Érik Comas           | Larrousse-Lamborghini | 1:21,000                  | 189,378 km/h              | 1:20,081                  | 191,551 km/h              | 19    |
| 20   | Aguri Suzuki         | Footwork-Mugen-Honda  | 1:21,342                  | 188,582 km/h              | 1:20,237                  | 191,179 km/h              | 20    |
| 21   | Ukyō Katayama        | Tyrrell-Yamaha        | 1:20,401                  | 190,789 km/h              | 1:20,479                  | 190,604 km/h              | 21    |
| 22   | Derek Warwick        | Footwork-Mugen-Honda  | 1:20,821                  | 189,797 km/h              | 1:20,402                  | 190,786 km/h              | 22    |
| 23   | Andrea de Cesaris    | Tyrrell-Yamaha        | 1:20,721                  | 190,032 km/h              | 1:20,660                  | 190,176 km/h              | 23    |
| 24   | Fabrizio Barbazza    | Minardi-Ford          | 1:20,994                  | 189,392 km/h              | 1:21,195                  | 188,923 km/h              | 24    |
| 25   | Michele Alboreto     | Lola-Ferrari          | 1:22,843                  | 185,165 km/h              | 1:21,893                  | 187,313 km/h              | 25    |
| 26   | Luca Badoer          | Lola-Ferrari          | 1:24,737                  | 181,026 km/h              | –                         | –                         | 26    |

### Rennen
| Pos. | Fahrer               | Konstrukteur          | Runden | Stopps | Zeit        | Start | Schnellste Runde |
| ---- | -------------------- | --------------------- | ------ | ------ | ----------- | ----- | ---------------- |
| 01   | Alain Prost          | Williams-Renault      | 72     | 1      | 1:38:45,082 | 01    | 1:19,492 (40.)   |
| 02   | Ayrton Senna         | McLaren-Ford          | 72     | 1      | + 1:19,824  | 02    | 1:20,755 (38.)   |
| 03   | Mark Blundell        | Ligier-Renault        | 71     | 1      | + 1 Runde   | 08    | 1:20,732 (45.)   |
| 04   | Christian Fittipaldi | Minardi-Ford          | 71     | 0      | + 1 Runde   | 13    | 1:21,790 (34.)   |
| 05   | JJ Lehto             | Sauber                | 70     | 2      | + 2 Runden  | 06    | 1:20,113 (52.)   |
| 06   | Gerhard Berger       | Ferrari               | 69     | 1      | DNF         | 15    | 1:21,118 (55.)   |
| 07   | Derek Warwick        | Footwork-Mugen-Honda  | 69     | 0      | DNF         | 22    | 1:22,742 (55.)   |
| –    | Martin Brundle       | Ligier-Renault        | 57     | 1      | DNF         | 12    | 1:20,978 (50.)   |
| –    | Michele Alboreto     | Lola-Ferrari          | 55     | 0      | DNF         | 25    | 1:23,496 (40.)   |
| –    | Érik Comas           | Larrousse-Lamborghini | 51     | 1      | DNF         | 19    | 1:20,897 (50.)   |
| –    | Riccardo Patrese     | Benetton-Ford         | 46     | 1      | DNF         | 07    | 1:20,591 (46.)   |
| –    | Michael Schumacher   | Benetton-Ford         | 39     | 1      | DNF         | 03    | 1:20,323 (35.)   |
| –    | Johnny Herbert       | Lotus-Ford            | 38     | 1      | DNF         | 17    | 1:21,936 (35.)   |
| –    | Karl Wendlinger      | Sauber                | 33     | 2      | DNF         | 10    | 1:20,783 (33.)   |
| –    | Rubens Barrichello   | Jordan-Hart           | 31     | 0      | DNF         | 14    | 1:22,292 (30.)   |
| –    | Jean Alesi           | Ferrari               | 30     | 0      | DNF         | 05    | 1:22,303 (17.)   |
| –    | Philippe Alliot      | Larrousse-Lamborghini | 27     | 1      | DNF         | 11    | 1:22,108 (22.)   |
| –    | Fabrizio Barbazza    | Minardi-Ford          | 21     | 0      | DNF         | 24    | 1:24,594 (13.)   |
| –    | Aguri Suzuki         | Footwork-Mugen-Honda  | 21     | 0      | DNF         | 20    | 1:24,474 (18.)   |
| –    | Luca Badoer          | Lola-Ferrari          | 20     | 2      | DNF         | 26    | 1:26,074 (12.)   |
| –    | Damon Hill           | Williams-Renault      | 16     | 0      | DNF         | 04    | 1:23,715 (07.)   |
| –    | Alessandro Zanardi   | Lotus-Ford            | 16     | 0      | DNF         | 16    | 1:23,314 (16.)   |
| –    | Michael Andretti     | McLaren-Ford          | 4      | 0      | DNF         | 09    | 1:23,807 (04.)   |
| –    | Ivan Capelli         | Jordan-Hart           | 2      | 0      | DNF         | 18    | 1:27,277 (02.)   |
| –    | Ukyō Katayama        | Tyrrell-Yamaha        | 1      | 0      | DNF         | 21    | 1:43,402 (01.)   |
| –    | Andrea de Cesaris    | Tyrrell-Yamaha        | 0      | 0      | DNF         | 23    | –                |

## WM-Stände nach dem Rennen
Die ersten sechs des Rennens bekamen 10, 6, 4, 3, 2 bzw. 1 Punkt(e).

### Fahrerwertung
| Pos. | Fahrer               | Konstrukteur          | Punkte |
| ---- | -------------------- | --------------------- | ------ |
| 01   | Alain Prost          | Williams-Renault      | 10     |
| 02   | Ayrton Senna         | McLaren-Ford          | 6      |
| 03   | Mark Blundell        | Ligier-Renault        | 4      |
| 04   | Christian Fittipaldi | Minardi-Ford          | 3      |
| 05   | JJ Lehto             | Sauber                | 2      |
| 06   | Gerhard Berger       | Ferrari               | 1      |
| 07   | Derek Warwick        | Footwork-Mugen-Honda  | 0      |
| –    | Martin Brundle       | Ligier-Renault        | 0      |
| –    | Michele Alboreto     | Lola-Ferrari          | 0      |
| –    | Érik Comas           | Larrousse-Lamborghini | 0      |
| –    | Riccardo Patrese     | Benetton-Ford         | 0      |
| –    | Michael Schumacher   | Benetton-Ford         | 0      |
| –    | Johnny Herbert       | Lotus-Ford            | 0      |

| Pos. | Fahrer             | Konstrukteur          | Punkte |
| ---- | ------------------ | --------------------- | ------ |
| –    | Karl Wendlinger    | Sauber                | 0      |
| –    | Rubens Barrichello | Jordan-Hart           | 0      |
| –    | Jean Alesi         | Ferrari               | 0      |
| –    | Philippe Alliot    | Larrousse-Lamborghini | 0      |
| –    | Fabrizio Barbazza  | Minardi-Ford          | 0      |
| –    | Aguri Suzuki       | Footwork-Mugen-Honda  | 0      |
| –    | Luca Badoer        | Lola-Ferrari          | 0      |
| –    | Damon Hill         | Williams-Renault      | 0      |
| –    | Alessandro Zanardi | Lotus-Ford            | 0      |
| –    | Michael Andretti   | McLaren-Ford          | 0      |
| –    | Ivan Capelli       | Jordan-Hart           | 0      |
| –    | Ukyō Katayama      | Tyrrell-Yamaha        | 0      |
| –    | Andrea de Cesaris  | Tyrrell-Yamaha        | 0      |

### Konstrukteurswertung
| Pos. | Konstrukteur         | Punkte |
| ---- | -------------------- | ------ |
| 01   | Williams-Renault     | 10     |
| 02   | McLaren-Ford         | 6      |
| 03   | Ligier-Renault       | 4      |
| 04   | Minardi-Ford         | 3      |
| 05   | Sauber               | 2      |
| 06   | Ferrari              | 1      |
| 07   | Footwork-Mugen-Honda | 0      |

| Pos. | Konstrukteur          | Punkte |
| ---- | --------------------- | ------ |
| –    | Lola-Ferrari          | 0      |
| –    | Larrousse-Lamborghini | 0      |
| –    | Benetton-Ford         | 0      |
| –    | Lotus-Ford            | 0      |
| –    | Jordan-Hart           | 0      |
| –    | Tyrrell-Yamaha        | 0      |